# Esglésies Catòliques Orientals

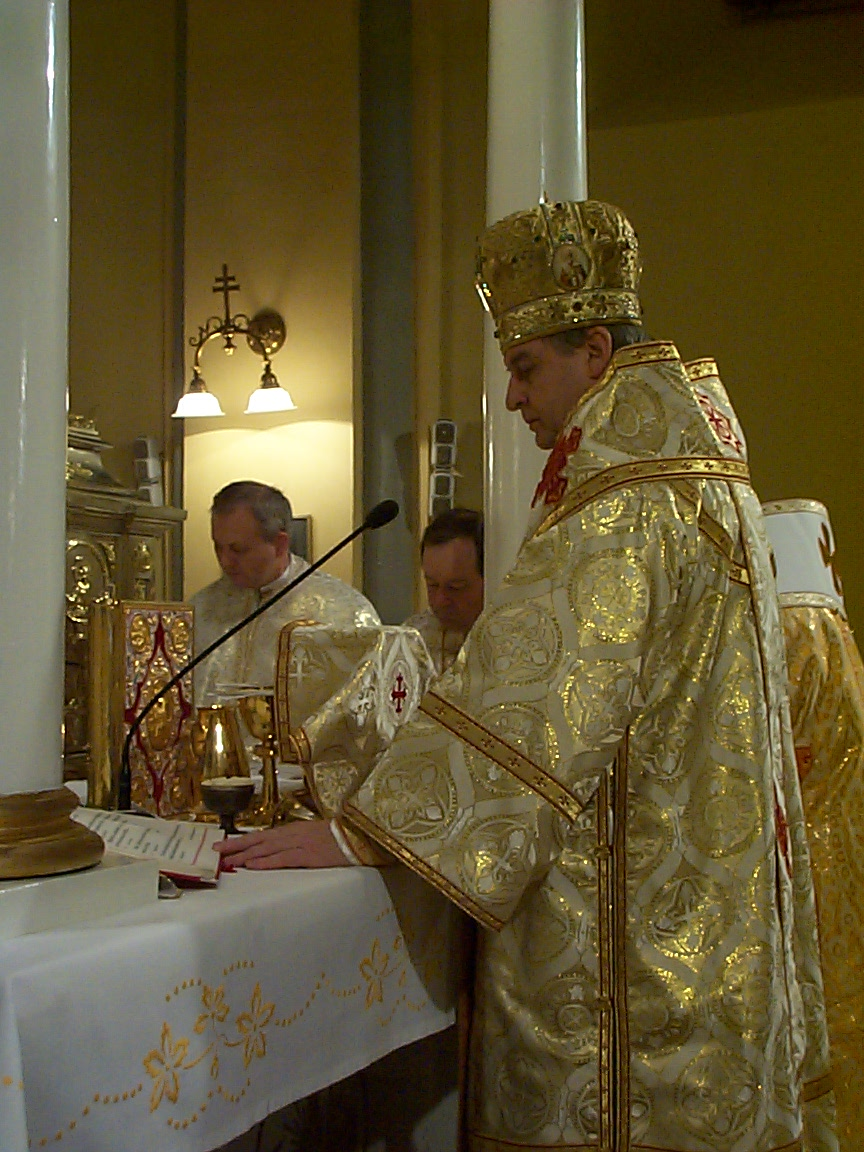
Ján Babjak, primat de l'Església grecocatòlica eslovaca celebrant a Prešov.

Les Esglésies catòliques orientals són les esglésies autònomes (en llatí: sui iuris) en comunió completa amb el bisbe de Roma, és a dir, el papa. Conserven les tradicions litúrgiques, teològiques i de devoció de les Esglésies Cristianes Orientals amb les quals estan associades, tot i que conserven algunes diferències doctrinals, en especial amb les antigues esglésies orientals, l'Església Ortodoxa i l'Església Assíria de l'Est. Per això, hi ha divergències en les formes de l'adoració litúrgica, els sagraments, la disciplina canònica, la terminologia, les oracions tradicionals i les pràctiques de la pietat. No obstant això, reconeixen que llur fe no divergeix de les altres esglésies constituents del catolicisme, incloent-hi l'Església Llatina envers la qual tenen la mateixa dignitat. Reconeixen la primacia del bisbe de Roma dins el Col·legi de bisbes. Conserven els èmfasis especials i les il·luminacions que el cristianisme oriental ha desenvolupat al llarg dels segles, alguns dels quals el papa Joan Pau II il·lustrà en la seva carta apostòlica Orientale Lumen del 2 de maig de 1995.

Països que tenen la seu d'esglésies particulars catòliques orientals (vermell: ritu bizantí, verd: ritu alexandrià, groc: altres)

Les Esglésies Catòliques Orientals eren localitzades principalment a Europa oriental, l'Orient Pròxim, el nord d'Àfrica i l'Índia, però, en l'actualitat, a causa de la migració, també n'hi ha a Europa occidental, Amèrica i Oceania.
El terme «catòlics grecs» s'utilitza per referir-se als seguidors de la doctrina de les Esglésies que practiquen el ritu bizantí. El terme catòlic oriental els inclou, però és més ampli, ja que també inclou els catòlics que practiquen les tradicions alexandrina, antioquena, armènia i caldea.
Des de l'Ortodòxia, també s'ha utilitzat el terme uniats o uniates per anomenar els fidels d'aquestes esglésies (perquè es van unir a Roma), encara que actualment l'ús d'aquest terme pot considerar-se despectiu.

## Esglésies patriarcals
Les esglésies trien el seu propi patriarca a través del seu Sínode, el qual després de ser triat és immediatament proclamat i entronitzat sense intervenció del Papa, a qui després li és enviada la comunió eclesial. En el seu propi territori canònic, els seus bisbes són triats pel Sínode Patriarcal a partir d'una llista de candidats prèviament aprovada per la Santa Seu. Els sínodes també poden erigir diòcesis dintre del seu territori canònic, però no en països occidentals. Aquestes esglésies són:
- Església Catòlica Maronita
- Església Catòlica Copta
- Església Catòlica Armènia
- Església Catòlica Síria
- Església Catòlica Caldea
- Església Catòlica Melquita

## Esglésies arxiepiscopals majors
Són similars a les patriarcals, però l'Arquebisbe Major, després de ser triat pel Sínode, ha de ser confirmat pel papa abans de ser entronitzat. Aquestes esglésies són: 
- Església Grecocatòlica Ucraïnesa
- Església Grecocatòlica Romanesa
- Església Catòlica Siromalabar
- Església Catòlica Siromalankara

## Esglésies metropolitanessui iuris
En aquestes esglésies, els metropolitans són triats pel papa a partir d'una llista de tres candidats enviada pel sínode:
- Església Catòlica Etíop
- Església Catòlica Bizantina
- Església Grecocatòlica Eslovaca

## Altres
Hi ha esglésies sense Sínode ni Concili de bisbes, ja que tenen una o dues diòcesi; les seves jerarquies són triades pel Vaticà:
- Església catòlica bizantina búlgara
- Església catòlica bizantina hongaresa
- Església catòlica bizantina italoalbanesa
- Església catòlica bizantina grega
- Església Grecocatòlica Rutena
- Eparquia de Križevci
- Església grecocatòlica macedònia

Hi ha d'altres esglésies que encara no tenen bisbe propi:
- Església catòlica bizantina Albanesa
- Església grecocatòlica russa
- Església grecocatòlica belarussa